# Eric Dane
Eric Dane (tên khai sinh: Eric T. Melvin, sinh ngày 9 tháng 11 năm 1972) là một diễn viên người Mỹ.